# فهرست روزهای فرهنگی ملی شهرهای ایران
فهرست روزهای فرهنگی ملی شهرهای ایران:
| نام روز و ماه | نام شهر    | نام استان           | سبب نامگذاری |
| ------------- | ---------- | ------------------- | --- |
| ۱ فروردین     | شوش        | خوزستان             | |
| ۵ فروردین     | داراب      | فارس                | |
| ۱۰ فروردین    | یزد        | یزد                 | |
| ۲۱ فروردین    | کرج        | البرز               | |
| ۲ اردیبهشت    | هرچگان     | چهارمحال و بختیاری  | |
| ۶ اردیبهشت    | روز سنندج  | کردستان             | صدور فرمان شاه صفی صفوی در سال ۱۰۴۶ قمری برای انتقال مرکز حکومت اردلان به سنندج                                                                                                   |
| ۱۰ اردیبهشت   | یزد        | یزد                 | |
| ۱۵ اردیبهشت   | روز شیراز  | فارس                | زیبایی بی نظیر شیراز |
| ۱۶ اردیبهشت   | روز مراغه  | آذربایجان شرقی      | آغاز احداث رصدخانه مراغه |
| ۲۰ اردیبهشت   | خرم‌آباد    | لرستان              | |
| ۲۰ اردیبهشت   | خوانسار    | مرکزی               | |
| ۲۲ اردیبهشت   | یاسوج      | کهکیلویه و بویراحمد | |
| ۲۹ اردیبهشت   | ازنا       | لرستان              | |
| ۳۱ اردیبهشت   | شهرکرد     | چهارمحال و بختیاری  | |
| ۳ خرداد       | خرمشهر     | خوزستان             | آزادسازی خرمشهر از دست رژیم بعثی عراق در طول جنگ ایران و عراق در سال 1361 |
| ۴ خرداد       | دزفول      | خوزستان             | مقاومت مردم دزفول در برابر موشک باران رژیم بعثی عراق در طول جنگ ایران و عراق |
| ۵ خرداد       | مسجدسلیمان | خوزستان             | |
| ۱۴ تیر        | ساری       | مازندران            | |
| ۴ مرداد       | اردبیل     | اردبیل              | بزرگداشت شیخ صفی الدین اردبیلی |
| ۵ مرداد       | کرمانشاه   | کرمانشاه            | |
| ۵ مرداد       | طالقان     | البرز               | سالروز اقامه اولین نماز جمعه نظام جمهوری اسلامی ایران در تهران به امامت محمود طالقانی                                                                                             |
| ۸ مرداد       | زنجان      | زنجان               | زادروز شیخ شهاب الدین سهروردی |
| ۱۴ مرداد      | روز تبریز  | آذربایجان شرقی      | سالروز امضای فرمان مشروطیت توسط مظفرالدین‌شاه قاجار در سال 1285 |
| ۲۸ مرداد      | اراک       | مرکزی               | سالروز صدراعظم شدن امیرکبیر |
| ۱ شهریور      | همدان      | همدان               | بزرگداشت ابوعلی سینا |
| ۹ شهریور      | روز قزوین  | قزوین               | سالروز برگزیدن قزوین به عنوان پایتخت از سوی شاه تهماسب صفوی |
| ۱۵ شهریور     | آستارا     | گیلان               | سالروز تأسیس مدرسه حکیم نظامی در ۱۵ شهریور ۱۲۸۷ و نیز سالروز اعلام ریشه‌کنی بی‌سوادی در آستارا در ۱۵ شهریور ۱۳۴۸.                                                                   |
| ۲۰ شهریور     | گرگان      | گلستان              | |
| ۱۴ مهر        | تهران      | تهران               | سالروز اولین دوره مجلس بعد از انقلاب مشروطه که در کاخ گلستان برگزار شد |
| ۲۰ مهر        |            | البرز               | |
| ۱۲ آبان       | کاشان      | اصفهان              | تشییع پیکر ۹۵ شهید دفاع مقدس در یک روز |
| ۱۴ آبان       | ساری       | مازندران            | در سال ۲۵۰ هجری قمری اولین حکومت مستقل علویان در جهان اسلام در مازندران انتخاب گردید، از آن‌جایی که‌این واقعه مهم برابر با ۱۴ آبان ماه بود، تاریخ آن را برای روز مازندران برگزیدند. |
| ۱۴ آبان       | بیرجند     | خراسان جنوبی        | |
| ۲۹ آبان       | بشرویه     | خراسان جنوبی        | سالروز وفات ملاعبداله بشروی عارف، فقیه و دانشمند سده‌های دهم و یازدهم هجری |
| ۱ آذر         | روز اصفهان | اصفهان              | روز بنیانگذاری اصفهان |
| ۰۴ آذر        | اندیمشک    | خوزستان             | |
| ۱ دی          | کرمان      | کرمان               | بزرگداشت خواجوی کرمانی |
| ۴ دی          | روز کازرون | فارس                | سال‌روز شکست پلیس جنوب از ناصر دیوان کازرونی و همرزمانش در جریان اشغال ایران در جنگ جهانی اول (۱۲۹۷)                                                                               |
| ۱۰ دی         | مشهد       | خراسان رضوی         | |
| ۱۲ دی         | روز رشت    | گیلان               | ورود سلطان محمود نماینده شاه طهماسب صفوی به رشت در روز ۱۲ دی ۹۳۶ شمسی |
| ۲۷ دی         | اهواز      | خوزستان             | |
| ۲ بهمن        | ارومیه     | آذربایجان غربی      | |
| ۳ بهمن        | زاهدان     | سیستان و بلوچستان   | |
| ۱۹ بهمن       | زابل       | سیستان و بلوچستان   | |
| ۲۱ بهمن       | ملایر      | همدان               | |
| ۷ اسفند       | چابهار     | سیستان و بلوچستان   | گردهمایی سرمایه‌گذاران ایرانی و خارجی برای برنامه ریزی و تبادل اطلاعات در مورد ظرفیت‌های سرمایه‌گذاری و همکاری‌های دریایی در چابهار                                                   |
| ۱۸ اسفند      | روز بوشهر  | بوشهر               | سالروز تأسیس مدرسه سعادت در بوشهر در سال 1278 شمسی |
| ۲۳ ربیع الاول | قم         | قم                  | سالروز ورود فاطمه معصومه به قم |